# Palmistichus
Palmistichus is een geslacht van vliesvleugeligen uit de familie Eulophidae. De wetenschappelijke naam van dit geslacht is voor het eerst geldig gepubliceerd in 1993 door Delvare & LaSalle.

## Soorten
Het geslacht Palmistichus omvat de volgende soorten:
- Palmistichus elaeisis Delvare & LaSalle, 1993
- Palmistichus ixtlilxochitli (Girault, 1920)